# Кубок Греції з футболу 2022—2023
Кубок Греції 2022-23 — 81-й розіграш Кубка Греції. Титул здобув АЕК Афіни.

## Календар
| Раунд           | Дата                                   | Матчі | Клуби   |
| --------------- | -------------------------------------- | ----- | ------- |
| Перший раунд    | 31 серпня – 14 вересня 2022            | 22    | 85 → 62 |
| Другий раунд    | 21–25 вересня 2022                     | 9     | 62 → 52 |
| Третій раунд    | 28 вересня – 5 жовтня 2022             | 16    | 52 → 35 |
| Четвертий раунд | 8–12 жовтня 2022                       | 6     | 35 → 29 |
| П'ятий раунд    | 18–20 жовтня 2022                      | 12    | 29 → 16 |
| 1/8 фіналу      | 14–16 грудня 2022/10-12 січня 2023     | 16    | 16 → 8  |
| 1/4 фіналу      | 18/24–25 січня 2023                    | 8     | 8 → 4   |
| 1/2 фіналу      | 9 лютого – 8 березня/12–13 квітня 2023 | 4     | 4 → 2   |
| Фінал           | 24 травня 2023                         | 1     | 2 → 1   |

## 1/8 фіналу
Жеребкування відбулось 14 листопада 2022 року.
| Команда 1          | Заг. | Команда 2      | 1-й матч | 2-й матч |
| ------------------ | ---- | -------------- | -------- | -------- |
| Олімпіакос         | 6–3  | Атромітос      | 4–1      | 2–2      |
| Пансерраїкос       | 4–0  | Аполлон Понтус | 3–0      | 1–0      |
| Панатінаїкос       | 5–0  | Волос          | 3–0      | 2–0      |
| Ламія              | 3–2  | Каллітея       | 1–1      | 2–1      |
| Левадіакос         | 1–3  | Аріс           | 1–2      | 0–1      |
| Кіфісія            | 0–5  | АЕК Афіни      | 0–2      | 0–3      |
| Каламата           | 0–4  | ПАОК           | 0–2      | 0–2      |
| Аполлон Паралімніо | 4–3  | Айос-Ніколаос  | 2–2      | 2–1      |

## 1/4 фіналу
Жеребкування відбулось 14 листопада 2022 року.
| Команда 1          | Заг. | Команда 2    | 1-й матч | 2-й матч |
| ------------------ | ---- | ------------ | -------- | -------- |
| ПАОК               | 3–1  | Панатінаїкос | 2–0      | 1–1      |
| Олімпіакос         | 2–0  | Аріс         | 1–0      | 1–0      |
| Аполлон Паралімніо | 3–6  | Ламія        | 1–2      | 2–4      |
| АЕК Афіни          | 6–1  | Пансерраїкос | 3–0      | 3–1      |

## 1/2 фіналу
Жеребкування відбулось 14 листопада 2022 року.
| Команда 1  | Заг. | Команда 2 | 1-й матч | 2-й матч |
| ---------- | ---- | --------- | -------- | -------- |
| ПАОК       | 6–2  | Ламія     | 5–1      | 1–1      |
| Олімпіакос | 2–4  | АЕК Афіни | 0–3      | 2–1      |

## Фінал
| 24 травня 2023 20:30 EEST |

| АЕК Афіни                  | 2–0      | ПАОК |
| -------------------------- | -------- | ---- |
| Мукуді 26' Фернандес 90+2' | Протокол |      |

| Пантессаліко, Волос Глядачів: Без глядачів Арбітр: Фелікс Брих (Німеччина) |